# Paris-Roubaix 2022
La 119e édition de Paris-Roubaix a lieu le 17 avril 2022.  C'est la première fois depuis 2019 que la course peut de nouveau être organisée en avril, les éditions précédentes ayant été annulées (2020) ou différées (2021) à cause de la pandémie de Covid-19. Elle fait partie du calendrier UCI World Tour 2022 en catégorie 1.UWT.

## Équipes
Vingt-cinq équipes participent à la course : les dix-huit équipes UCI WorldTeams et sept équipes UCI ProTeams.
| WorldTeams (18)- AG2R Citroën Team - Astana Qazaqstan Team - Bahrain Victorious - Bora-Hansgrohe - Cofidis - EF Education-EasyPost - Groupama-FDJ - Ineos Grenadiers - Intermarché-Wanty-Gobert Matériaux - Israel-Premier Tech - Jumbo-Visma - Lotto-Soudal - Movistar Team - Quick-Step Alpha Vinyl - BikeExchange-Jayco - Team DSM - Trek-Segafredo - UAE Team Emirates ProTeams (7)- Alpecin-Fenix - Arkéa-Samsic - B&B Hotels-KTM - Bingoal Pauwels Sauces WB - Sport Vlaanderen-Baloise - TotalEnergies - Uno-X Pro Cycling Team |
| |

## Parcours
Cette édition 2022 de Paris-Roubaix présente un parcours de 257,2 kilomètres dont un total de 54,8 kilomètres de pavés.

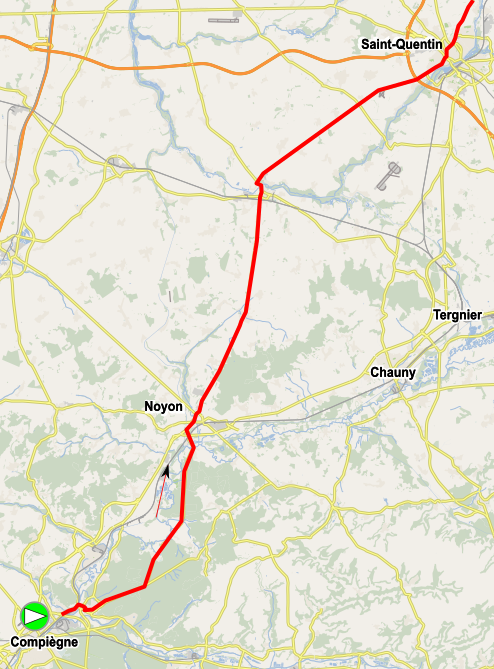
Première partie du parcours, secteurs pavés en vert.
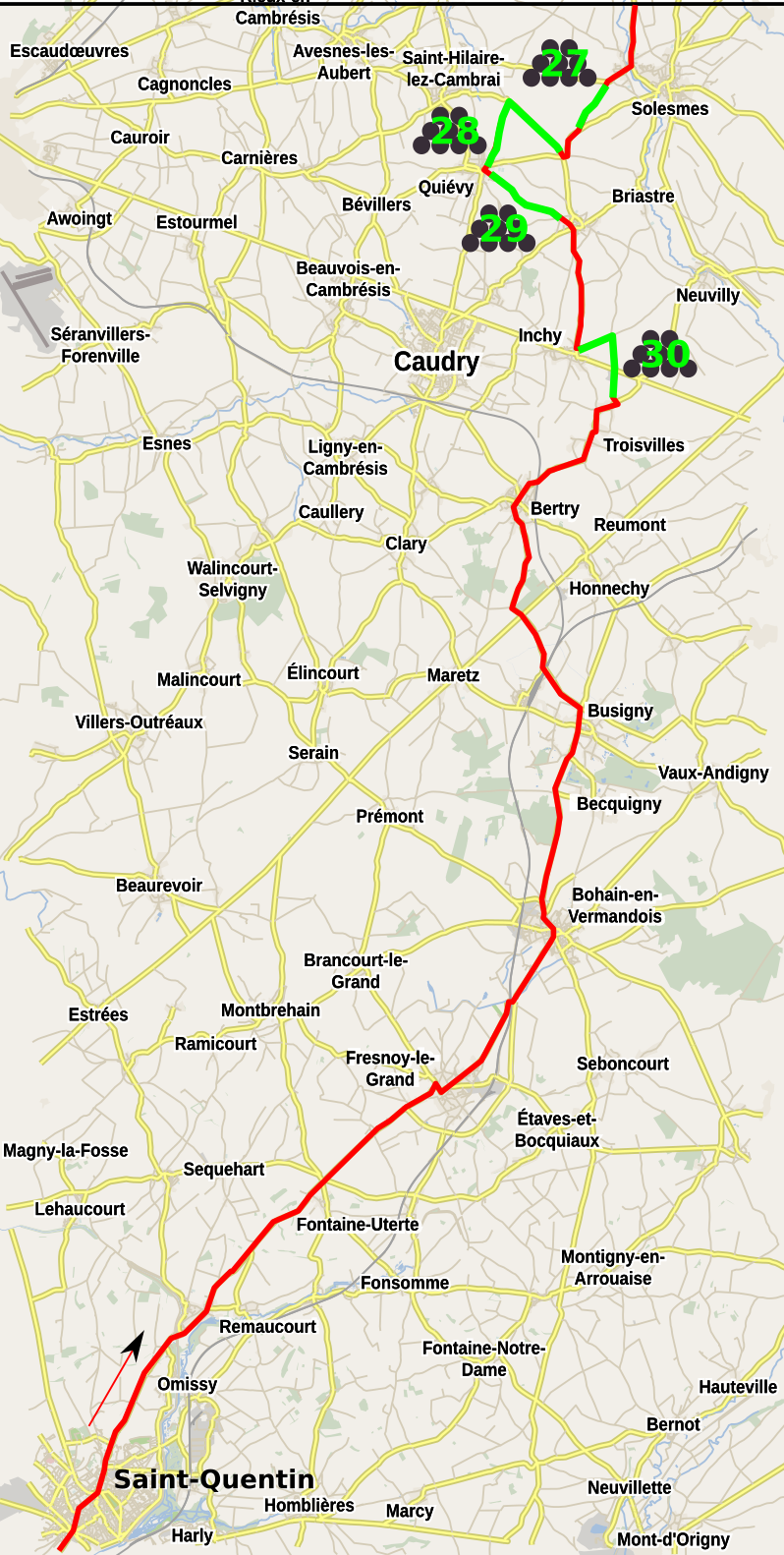
Parcours entre Saint-Quentin et Solesmes
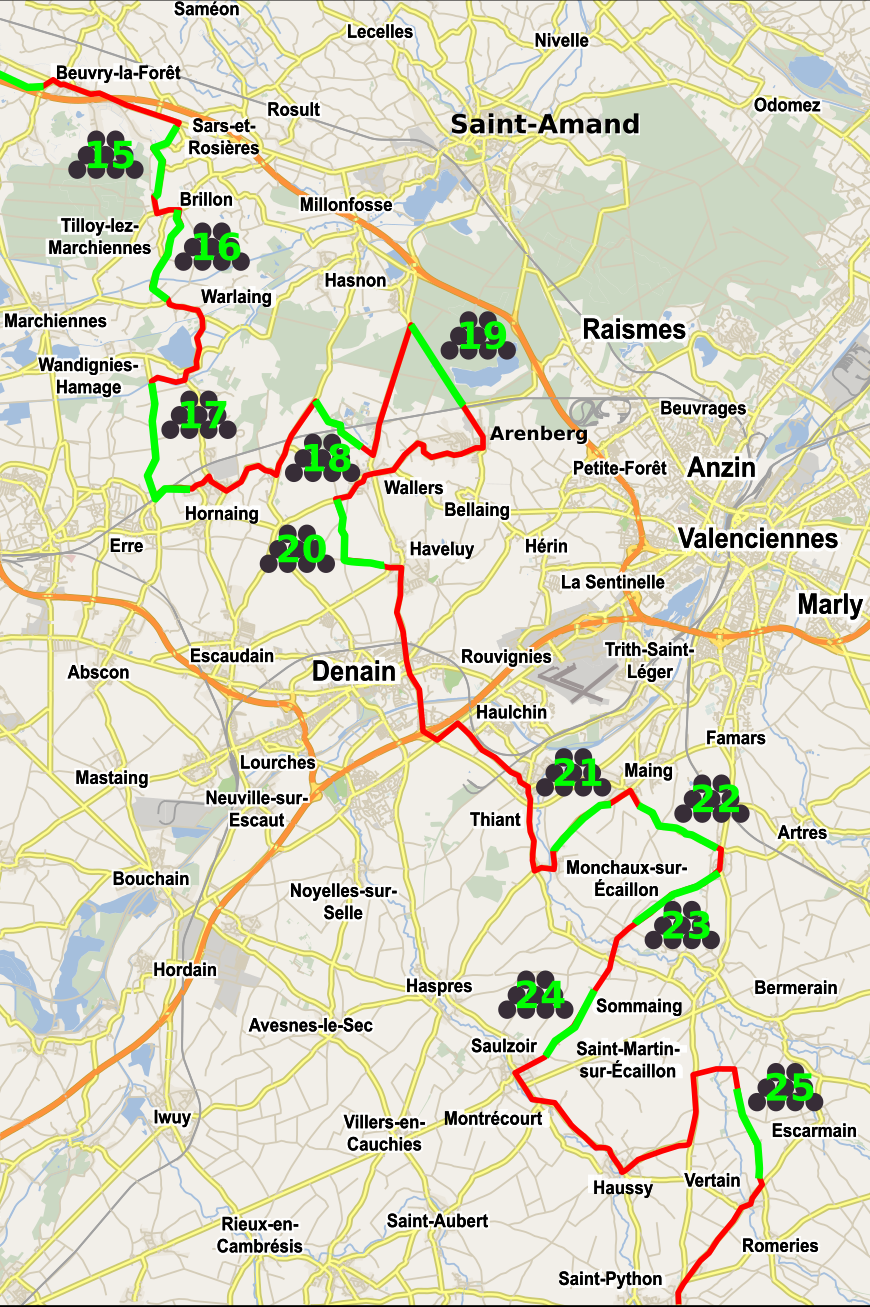
Parcours entre Solesmes et Orchies.
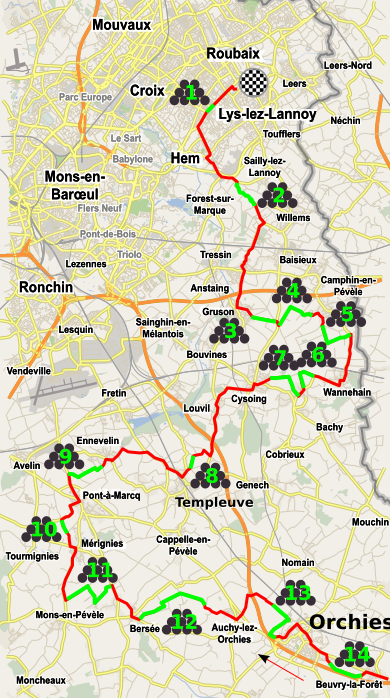
Parcours entre Orchies et Roubaix

| Secteur | Kilomètre | Localisation                              | Longueur | Difficulté |
| ------- | --------- | ----------------------------------------- | -------- | ---------- |
| 30      | 96,3      | Troisvilles > Inchy                       | 2 200 m  | 02         |
| 29      | 102,8     | Viesly > Quiévy                           | 1 800 m  | 03         |
| 28      | 105,4     | Quiévy > Saint-Python                     | 3 700 m  | 04         |
| 27      | 110,1     | Saint-Python                              | 1 500 m  | 02         |
| 26      | 117,9     | Vertain > Saint-Martin-sur-Écaillon       | 2 300 m  | 03         |
| 25      | 123,7     | Haussy                                    | 800 m    | 02         |
| 24      | 130,6     | Saulzoir > Verchain-Maugré                | 1 200 m  | 03         |
| 23      | 134,9     | Verchain-Maugré > Quérénaing              | 1 600 m  | 03         |
| 22      | 137,6     | Quérénaing > Maing                        | 2 500 m  | 03         |
| 21      | 140,7     | Maing > Monchaux-sur-Écaillon             | 1 600 m  | 03         |
| 20      | 153,7     | Haveluy > Wallers                         | 2 500 m  | 04         |
| 19      | 161,9     | Trouée d'Arenberg                         | 2 300 m  | 05         |
| 18      | 167,9     | Wallers > Hélesmes                        | 1 600 m  | 03         |
| 17      | 174,7     | Hornaing > Wandignies-Hamage              | 3 700 m  | 04         |
| 16      | 182,2     | Warlaing > Brillon                        | 2 400 m  | 03         |
| 15      | 185,6     | Tilloy-lez-Marchiennes > Sars-et-Rosières | 2 400 m  | 04         |
| 14      | 192       | Beuvry-la-Forêt > Orchies                 | 1 400 m  | 03         |
| 13      | 197       | Orchies                                   | 1 700 m  | 03         |
| 12      | 203,1     | Auchy-lez-Orchies > Bersée                | 2 700 m  | 04         |
| 11      | 208,6     | Mons-en-Pévèle                            | 3 000 m  | 05         |
| 10      | 214,6     | Mérignies > Avelin                        | 700 m    | 02         |
| 9       | 218       | Pont-Thibaut > Ennevelin                  | 1 400 m  | 03         |
| 8       | 223,4     | Templeuve - L'Épinette                    | 200 m    | 01         |
| 8       | 223,9     | Templeuve - Moulin-de-Vertain             | 500 m    | 02         |
| 7       | 230,3     | Cysoing > Bourghelles                     | 1 300 m  | 03         |
| 6       | 232,8     | Bourghelles > Wannehain                   | 1 100 m  | 03         |
| 5       | 237,3     | Camphin-en-Pévèle                         | 1 800 m  | 04         |
| 4       | 240       | Carrefour de l'Arbre                      | 2 100 m  | 05         |
| 3       | 242,3     | Gruson                                    | 1 100 m  | 02         |
| 2       | 249       | Willems > Hem                             | 1 400 m  | 03         |
| 1       | 255,8     | Roubaix (Espace Charles Crupelandt)       | 300 m    | 01         |
| Total   | Total     | Total                                     | 54 800 m | 54 800 m   |

## Favoris

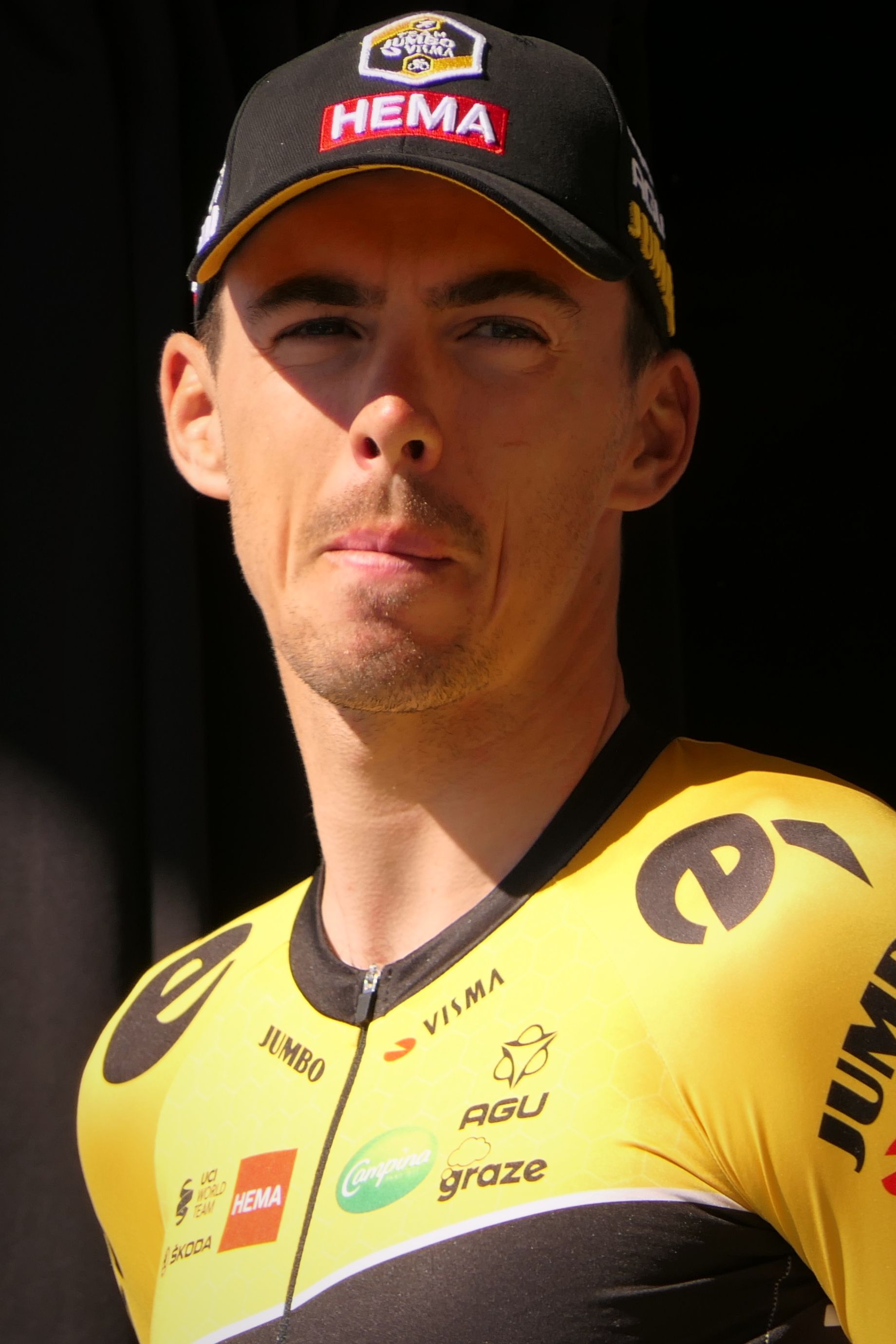
Christophe Laporte lors de la présentation des équipes. Compiègne, Paris-Roubaix : édition.

D'après le site Ouest-France, les principaux favoris sont Mathieu van der Poel (Alpecin Fenix), Filippo Ganna et Dylan van Baarle (Ineos Grenadiers), Florian Sénéchal (Quick Step Alpha Vinyl), Stefan Küng (Groupama FDJ), Jasper Stuyven et Mads Pedersen (Trek Segafredo), Christophe Laporte  et Wout van Aert (Jumbo Visma) et Nils Politt (Bora Hansgrohe). Sans oublier le deuxième de l'édition précédente : le jeune Belge Florian Vermeersch (Lotto Soudal). Autres favoris ou outsiders : Valentin Madouas (Groupama-FDJ), Anthony Turgis (TotalEnergies), Magnus Sheffield et Michał Kwiatkowski (Ineos Grenadiers), Matteo Trentin (UAE Emirates), Tim Merlier (Alpecin Fenix) et Alexander Kristoff (Intermarché – Wanty – Gobert)

## Récit de la course
La course se déroule par temps chaud et sec rendant les sections pavées parfois poussiéreuses. La première partie de l'épreuve est marquée par la constitution de plusieurs groupes se faisant la chasse pour quelquefois se regrouper. Le début de course est marqué par une cassure provoquée par Ineos Grenadiers où sont pris la plupart des favoris. À 112 kilomètres de l'arrivée, cinq hommes prennent la tête de la course. Il s'agit du Slovène Matej Mohorič (Bahrain Victorious), de l'Italien Davide Ballerini (Quick-Step Alpha Vinyl), du Danois Casper Pedersen (DSM), du Français Laurent Pichon (Arkéa-Samsic) et du Belge Tom Devriendt (Intermarché Wanty Gobert). Dans la Trouée d'Arenberg, Ballerini est victime d'une crevaison et doit laisser filer ses compagnons d'échappée. Pedersen est aussi lâché quelques kilomètres plus loin. Le groupe de tête devenu trio (Mohorič, Pichon, Devriendt) reste à l'avant de la course pendant plusieurs dizaines de kilomètres. Mais ces trois hommes de tête ne sont bientôt plus que deux en perdant Pichon, lâché dans le secteur pavé de Mons-en-Pévèle (à 46 km du terme) puis un seul homme (Devriendt) quand Mohorič est victime d'une crevaison à 37 kilomètres de Roubaix. 
Devriendt est alors pris en chasse par un groupe de dix hommes comprenant plusieurs favoris comme Wout van Aert (Jumbo Visma), Mathieu van der Poel (Alpecin Fenix), Dylan van Baarle (Ineos Grenadiers), Jasper Stuyven (Trek Segafredo), Yves Lampaert (Quick-Step Alpha Vinyl), Stefan Küng (Groupama FDJ) et Matej Mohorič mais également un coéquipier de Devriendt Adrien Petit. À une trentaine de km de l'arrivée, Lampaert et Mohorič  bientôt rejoints par Dylan van Baarle s'extraient de ce groupe de chasse et reviennent sur Tom Devriendt. Un quatuor se forme ainsi en tête de la course. Dylan van Baarle s'isole en tête dans le difficile secteur du Carrefour de l'Arbre (18 km de l'arrivée) et maintient une avance sur Mohorič et Lampaert mais le Belge chute lourdement au contact d'un spectateur à 7 km du terme. Derrière van Baarle, un groupe s'est reconstitué mais l'avance du Néerlandais sur ses poursuivants augmente. Dylan van Baarle gagne en solitaire à Roubaix. Wout van Aert remporte le sprint du groupe des poursuivants.

## Classement final
| \| Classement général \| Classement général \| Classement général \| Classement général \| Classement général \| \| Coureur \| Coureur \| Pays \| Équipe \| Temps \| \| ------------------ \| -------------------- \| ------------------ \| ---------------------------------- \| ------------------ \| \| 1er \| Dylan van Baarle \| Pays-Bas \| Ineos Grenadiers \| 5 h 37 min 00 s \| \| 2e \| Wout van Aert \| Belgique \| Jumbo-Visma \| + 1 min 47 s \| \| 3e \| Stefan Küng \| Suisse \| Groupama-FDJ \| + 1 min 47 s \| \| 4e \| Tom Devriendt \| Belgique \| Intermarché-Wanty-Gobert Matériaux \| + 1 min 47 s \| \| 5e \| Matej Mohorič \| Slovénie \| Bahrain Victorious \| + 1 min 47 s \| \| 6e \| Adrien Petit \| France \| Intermarché-Wanty-Gobert Matériaux \| + 2 min 27 s \| \| 7e \| Jasper Stuyven \| Belgique \| Trek-Segafredo \| + 2 min 27 s \| \| 8e \| Laurent Pichon \| France \| Arkéa-Samsic \| + 2 min 27 s \| \| 9e \| Mathieu van der Poel \| Pays-Bas \| Alpecin-Fenix \| + 2 min 34 s \| \| 10e \| Yves Lampaert \| Belgique \| Quick-Step Alpha Vinyl \| + 2 min 59 s \| \| 11e \| Ben Turner \| Royaume-Uni \| Ineos Grenadiers \| + 4 min 30 s \| \| 12e \| Alexander Kristoff \| Norvège \| Intermarché-Wanty-Gobert Matériaux \| + 4 min 33 s \| \| 13e \| Florian Sénéchal \| France \| Quick-Step Alpha Vinyl \| + 4 min 36 s \| \| 14e \| Jordi Meeus \| Belgique \| Bora-Hansgrohe \| + 4 min 47 s \| \| 15e \| Matîs Louvel \| France \| Arkéa-Samsic \| + 4 min 47 s \| \| 16e \| Taco van der Hoorn \| Pays-Bas \| Intermarché-Wanty-Gobert Matériaux \| + 4 min 47 s \| \| 17e \| Greg Van Avermaet \| Belgique \| AG2R Citroën Team \| + 4 min 47 s \| \| 18e \| John Degenkolb \| Allemagne \| Team DSM \| + 4 min 47 s \| \| 19e \| Andrea Pasqualon \| Italie \| Intermarché-Wanty-Gobert Matériaux \| + 4 min 47 s \| \| 20e \| Mike Teunissen \| Pays-Bas \| Jumbo-Visma \| + 4 min 47 s \| |                      |             |                                    |                 |
| |                      |             |                                    |                 |
| Source : ProCyclingStats |                      |             |                                    |                 |
| Classement général |                      |             |                                    |                 |
| Coureur | Coureur              | Pays        | Équipe                             | Temps           |
| 1er | Dylan van Baarle     | Pays-Bas    | Ineos Grenadiers                   | 5 h 37 min 00 s |
| 2e | Wout van Aert        | Belgique    | Jumbo-Visma                        | + 1 min 47 s    |
| 3e | Stefan Küng          | Suisse      | Groupama-FDJ                       | + 1 min 47 s    |
| 4e | Tom Devriendt        | Belgique    | Intermarché-Wanty-Gobert Matériaux | + 1 min 47 s    |
| 5e | Matej Mohorič        | Slovénie    | Bahrain Victorious                 | + 1 min 47 s    |
| 6e | Adrien Petit         | France      | Intermarché-Wanty-Gobert Matériaux | + 2 min 27 s    |
| 7e | Jasper Stuyven       | Belgique    | Trek-Segafredo                     | + 2 min 27 s    |
| 8e | Laurent Pichon       | France      | Arkéa-Samsic                       | + 2 min 27 s    |
| 9e | Mathieu van der Poel | Pays-Bas    | Alpecin-Fenix                      | + 2 min 34 s    |
| 10e | Yves Lampaert        | Belgique    | Quick-Step Alpha Vinyl             | + 2 min 59 s    |
| 11e | Ben Turner           | Royaume-Uni | Ineos Grenadiers                   | + 4 min 30 s    |
| 12e | Alexander Kristoff   | Norvège     | Intermarché-Wanty-Gobert Matériaux | + 4 min 33 s    |
| 13e | Florian Sénéchal     | France      | Quick-Step Alpha Vinyl             | + 4 min 36 s    |
| 14e | Jordi Meeus          | Belgique    | Bora-Hansgrohe                     | + 4 min 47 s    |
| 15e | Matîs Louvel         | France      | Arkéa-Samsic                       | + 4 min 47 s    |
| 16e | Taco van der Hoorn   | Pays-Bas    | Intermarché-Wanty-Gobert Matériaux | + 4 min 47 s    |
| 17e | Greg Van Avermaet    | Belgique    | AG2R Citroën Team                  | + 4 min 47 s    |
| 18e | John Degenkolb       | Allemagne   | Team DSM                           | + 4 min 47 s    |
| 19e | Andrea Pasqualon     | Italie      | Intermarché-Wanty-Gobert Matériaux | + 4 min 47 s    |
| 20e | Mike Teunissen       | Pays-Bas    | Jumbo-Visma                        | + 4 min 47 s    |

### Classements UCI
La course attribue des points au classement mondial UCI 2022 selon le barème suivant :
| Position           | 1er | 2e  | 3e  | 4e  | 5e  | 6e  | 7e  | 8e  | 9e  | 10e | 11e | 12e | 13e | 14e | 15e | 16e à 20e | 21e à 30e | 31e à 50e | 51e à 55e | 56e à 60e |
| Classement général | 500 | 400 | 325 | 275 | 225 | 175 | 150 | 125 | 100 | 85  | 70  | 60  | 50  | 40  | 35  | 30        | 20        | 10        | 5         | 3         |

## Liste des participants
| Lotto-Soudal LTS | Lotto-Soudal LTS         | Lotto-Soudal LTS |
| ---------------- | ------------------------ | ---------------- |
| Num              | Coureur                  | Pos              |
| 1                | Philippe Gilbert (BEL)   | 30e              |
| 2                | Florian Vermeersch (BEL) | AB               |
| 3                | Cédric Beullens (BEL)    | 59e              |
| 4                | Victor Campenaerts (BEL) | HD               |
| 5                | Sébastien Grignard (BEL) | AB               |
| 6                | Roger Kluge (GER)        | 60e              |
| 7                | Brent Van Moer (BEL)     | 61e              |

| Alpecin-Fenix AFC | Alpecin-Fenix AFC              | Alpecin-Fenix AFC |
| ----------------- | ------------------------------ | ----------------- |
| Num               | Coureur                        | Pos               |
| 11                | Mathieu van der Poel (NED)     | 9e                |
| 12                | Silvan Dillier (SUI)           | 63e               |
| 13                | Senne Leysen (BEL)             | 68e               |
| 14                | Tim Merlier (BEL)              | 40e               |
| 15                | Guillaume Van Keirsbulck (BEL) | 26e               |
| 16                | Gianni Vermeersch (BEL)        | 58e               |
| 17                | Julien Vermote (BEL)           | AB                |

| Jumbo-Visma TJV | Jumbo-Visma TJV             | Jumbo-Visma TJV |
| --------------- | --------------------------- | --------------- |
| Num             | Coureur                     | Pos             |
| 21              | Wout van Aert (BEL) (route) | 2e              |
| 22              | Edoardo Affini (ITA)        | 82e             |
| 23              | Christophe Laporte (FRA)    | AB              |
| 24              | Timo Roosen (NED)           | 103e            |
| 25              | Mike Teunissen (NED)        | 20e             |
| 26              | Mick van Dijke (NED)        | 104e            |
| 27              | Nathan Van Hooydonck (BEL)  | 37e             |

| Groupama-FDJ GFC | Groupama-FDJ GFC       | Groupama-FDJ GFC |
| ---------------- | ---------------------- | ---------------- |
| Num              | Coureur                | Pos              |
| 31               | Stefan Küng (SUI)      | 3e               |
| 32               | Lewis Askey (GBR)      | 42e              |
| 33               | Clément Davy (FRA)     | AB               |
| 34               | Olivier Le Gac (FRA)   | 28e              |
| 35               | Fabian Lienhard (SUI)  | HD               |
| 36               | Valentin Madouas (FRA) | 34e              |
| 37               | Bram Welten (NED)      | 73e              |

| Ineos Grenadiers IGD | Ineos Grenadiers IGD     | Ineos Grenadiers IGD |
| -------------------- | ------------------------ | -------------------- |
| Num                  | Coureur                  | Pos                  |
| 41                   | Filippo Ganna (ITA)      | 35e                  |
| 42                   | Michał Kwiatkowski (POL) | 77e                  |
| 43                   | Luke Rowe (GBR)          | 102e                 |
| 44                   | Magnus Sheffield (USA)   | HD                   |
| 45                   | Ben Turner (GBR)         | 11e                  |
| 46                   | Dylan van Baarle (NED)   | 1er                  |
| 47                   | Cameron Wurf (AUS)       | 94e                  |

| Quick-Step Alpha Vinyl QST | Quick-Step Alpha Vinyl QST | Quick-Step Alpha Vinyl QST |
| -------------------------- | -------------------------- | -------------------------- |
| Num                        | Coureur                    | Pos                        |
| 51                         | Kasper Asgreen (DEN)       | 44e                        |
| 52                         | Davide Ballerini (ITA)     | 41e                        |
| 53                         | Tim Declercq (BEL)         | AB                         |
| 54                         | Yves Lampaert (BEL)        | 10e                        |
| 55                         | Florian Sénéchal (FRA)     | 13e                        |
| 56                         | Jannik Steimle (GER)       | 57e                        |
| 57                         | Zdeněk Štybar (CZE)        | 45e                        |

| Bahrain Victorious TBV | Bahrain Victorious TBV      | Bahrain Victorious TBV |
| ---------------------- | --------------------------- | ---------------------- |
| Num                    | Coureur                     | Pos                    |
| 61                     | Matej Mohorič (SLO) (route) | 5e                     |
| 62                     | Yukiya Arashiro (JPN)       | AB                     |
| 63                     | Feng Chun-kai (TPE)         | NP                     |
| 64                     | Johan Price-Pejtersen (DEN) | AB                     |
| 65                     | Jasha Sütterlin (GER)       | 76e                    |
| 66                     | Dylan Teuns (BEL)           | AB                     |
| 67                     | Fred Wright (GBR)           | 99e                    |

| Trek-Segafredo TFS | Trek-Segafredo TFS         | Trek-Segafredo TFS |
| ------------------ | -------------------------- | ------------------ |
| Num                | Coureur                    | Pos                |
| 71                 | Mads Pedersen (DEN)        | AB                 |
| 72                 | Daan Hoole (NED)           | AB                 |
| 73                 | Alex Kirsch (LUX)          | AB                 |
| 74                 | Toms Skujiņš (LAT) (route) | AB                 |
| 75                 | Jasper Stuyven (BEL)       | 7e                 |
| 76                 | Edward Theuns (BEL)        | AB                 |
| 77                 | Otto Vergaerde (BEL)       | AB                 |

| AG2R Citroën Team ACT | AG2R Citroën Team ACT   | AG2R Citroën Team ACT |
| --------------------- | ----------------------- | --------------------- |
| Num                   | Coureur                 | Pos                   |
| 81                    | Greg Van Avermaet (BEL) | 17e                   |
| 82                    | Stan Dewulf (BEL)       | AB                    |
| 83                    | Oliver Naesen (BEL)     | 54e                   |
| 85                    | Antoine Raugel (FRA)    | 95e                   |
| 86                    | Michael Schär (SUI)     | AB                    |
| 87                    | Damien Touzé (FRA)      | AB                    |
| 88                    | Gijs Van Hoecke (BEL)   | 98e                   |

| Bora-Hansgrohe BOH | Bora-Hansgrohe BOH  | Bora-Hansgrohe BOH |
| ------------------ | ------------------- | ------------------ |
| Num                | Coureur             | Pos                |
| 91                 | Nils Politt (GER)   | 22e                |
| 92                 | Marco Haller (AUT)  | AB                 |
| 93                 | Jonas Koch (GER)    | 85e                |
| 94                 | Martin Laas (EST)   | AB                 |
| 95                 | Jordi Meeus (BEL)   | 14e                |
| 96                 | Ide Schelling (NED) | AB                 |

| TotalEnergies TEN | TotalEnergies TEN          | TotalEnergies TEN |
| ----------------- | -------------------------- | ----------------- |
| Num               | Coureur                    | Pos               |
| 101               | Niki Terpstra (NED)        | 50e               |
| 102               | Edvald Boasson Hagen (NOR) | 38e               |
| 103               | Maciej Bodnar (POL)        | 87e               |
| 104               | Daniel Oss (ITA)           | 72e               |
| 105               | Geoffrey Soupe (FRA)       | HD                |
| 106               | Anthony Turgis (FRA)       | AB                |
| 107               | Dries Van Gestel (BEL)     | 24e               |

| Team DSM DSM | Team DSM DSM            | Team DSM DSM |
| ------------ | ----------------------- | ------------ |
| Num          | Coureur                 | Pos          |
| 111          | John Degenkolb (GER)    | 18e          |
| 112          | Nikias Arndt (GER)      | 51e          |
| 113          | Nico Denz (GER)         | HD           |
| 114          | Marius Mayrhofer (GER)  | AB           |
| 115          | Joris Nieuwenhuis (NED) | 39e          |
| 116          | Casper Pedersen (DEN)   | 84e          |

| Intermarché-Wanty-Gobert Matériaux IWG | Intermarché-Wanty-Gobert Matériaux IWG | Intermarché-Wanty-Gobert Matériaux IWG |
| -------------------------------------- | -------------------------------------- | -------------------------------------- |
| Num                                    | Coureur                                | Pos                                    |
| 121                                    | Alexander Kristoff (NOR)               | 12e                                    |
| 122                                    | Tom Devriendt (BEL)                    | 4e                                     |
| 123                                    | Andrea Pasqualon (ITA)                 | 19e                                    |
| 124                                    | Adrien Petit (FRA)                     | 6e                                     |
| 125                                    | Baptiste Planckaert (BEL)              | 23e                                    |
| 126                                    | Taco van der Hoorn (NED)               | 16e                                    |
| 127                                    | Kévin Van Melsen (BEL)                 | 56e                                    |

| Arkéa-Samsic ARK | Arkéa-Samsic ARK        | Arkéa-Samsic ARK |
| ---------------- | ----------------------- | ---------------- |
| Num              | Coureur                 | Pos              |
| 131              | Amaury Capiot (BEL)     | AB               |
| 132              | Benjamin Declercq (BEL) | 80e              |
| 133              | Matîs Louvel (FRA)      | 15e              |
| 134              | Christophe Noppe (BEL)  | HD               |
| 135              | Laurent Pichon (FRA)    | 8e               |
| 136              | Clément Russo (FRA)     | AB               |
| 137              | Connor Swift (GBR)      | 31e              |

| Israel-Premier Tech IPT | Israel-Premier Tech IPT        | Israel-Premier Tech IPT |
| ----------------------- | ------------------------------ | ----------------------- |
| Num                     | Coureur                        | Pos                     |
| 141                     | Guillaume Boivin (CAN) (route) | 62e                     |
| 142                     | Rudy Barbier (FRA)             | 90e                     |
| 143                     | Jenthe Biermans (BEL)          | 36e                     |
| 144                     | Reto Hollenstein (SUI)         | 81e                     |
| 145                     | Taj Jones (AUS)                | AB                      |
| 146                     | Mads Würtz Schmidt (DEN)       | AB                      |

| BikeExchange-Jayco BEX | BikeExchange-Jayco BEX | BikeExchange-Jayco BEX |
| ---------------------- | ---------------------- | ---------------------- |
| Num                    | Coureur                | Pos                    |
| 151                    | Luke Durbridge (AUS)   | 47e                    |
| 152                    | Alexandre Balmer (SUI) | 105e                   |
| 153                    | Jack Bauer (NZL)       | 86e                    |
| 154                    | Jan Maas (NED)         | HD                     |
| 155                    | Luka Mezgec (SLO)      | AB                     |

| Cofidis COF | Cofidis COF              | Cofidis COF |
| ----------- | ------------------------ | ----------- |
| Num         | Coureur                  | Pos         |
| 161         | Piet Allegaert (BEL)     | 75e         |
| 162         | Davide Cimolai (ITA)     | AB          |
| 163         | Alexandre Delettre (FRA) | 70e         |
| 164         | Eddy Finé (FRA)          | 67e         |
| 165         | Alexis Renard (FRA)      | 65e         |
| 166         | Szymon Sajnok (POL)      | 107e        |
| 167         | Kenneth Vanbilsen (BEL)  | AB          |

| EF Education-EasyPost EFE | EF Education-EasyPost EFE | EF Education-EasyPost EFE |
| ------------------------- | ------------------------- | ------------------------- |
| Num                       | Coureur                   | Pos                       |
| 171                       | Sebastian Langeveld (NED) | 49e                       |
| 172                       | Stefan Bissegger (SUI)    | 21e                       |
| 173                       | Owain Doull (GBR)         | 52e                       |
| 174                       | Jens Keukeleire (BEL)     | 78e                       |
| 175                       | Jonas Rutsch (GER)        | 74e                       |
| 176                       | Thomas Scully (NZL)       | AB                        |
| 177                       | Łukasz Wiśniowski (POL)   | 96e                       |

| UAE Team Emirates UAD | UAE Team Emirates UAD      | UAE Team Emirates UAD |
| --------------------- | -------------------------- | --------------------- |
| Num                   | Coureur                    | Pos                   |
| 181                   | Matteo Trentin (ITA)       | 43e                   |
| 182                   | Pascal Ackermann (GER)     | AB                    |
| 183                   | Alexys Brunel (FRA)        | HD                    |
| 184                   | Felix Groß (GER)           | AB                    |
| 185                   | Vegard Stake Laengen (NOR) | 71e                   |
| 186                   | Sebastián Molano (COL)     | 106e                  |
| 187                   | Oliviero Troia (ITA)       | AB                    |

| Uno-X Pro Cycling Team UXT | Uno-X Pro Cycling Team UXT  | Uno-X Pro Cycling Team UXT |
| -------------------------- | --------------------------- | -------------------------- |
| Num                        | Coureur                     | Pos                        |
| 191                        | Kristoffer Halvorsen (NOR)  | HD                         |
| 192                        | Lasse Norman Leth (DEN)     | 93e                        |
| 193                        | William Blume Levy (DEN)    | AB                         |
| 194                        | Erik Nordsæter Resell (NOR) | 69e                        |
| 195                        | Anders Skaarseth (NOR)      | 27e                        |
| 196                        | Rasmus Tiller (NOR)         | AB                         |
| 197                        | Søren Wærenskjold (NOR)     | AB                         |

| Movistar Team MOV | Movistar Team MOV         | Movistar Team MOV |
| ----------------- | ------------------------- | ----------------- |
| Num               | Coureur                   | Pos               |
| 201               | Iván García Cortina (ESP) | 25e               |
| 202               | Imanol Erviti (ESP)       | AB                |
| 203               | Johan Jacobs (SUI)        | AB                |
| 204               | Mathias Norsgaard (DEN)   | 29e               |
| 205               | Max Kanter (GER)          | 48e               |
| 206               | Oier Lazkano (ESP)        | 55e               |
| 207               | Albert Torres (ESP)       | AB                |

| Astana Qazaqstan Team AST | Astana Qazaqstan Team AST      | Astana Qazaqstan Team AST |
| ------------------------- | ------------------------------ | ------------------------- |
| Num                       | Coureur                        | Pos                       |
| 211                       | Leonardo Basso (ITA)           | AB                        |
| 212                       | Manuele Boaro (ITA)            | 97e                       |
| 213                       | Yevgeniy Fedorov (KAZ) (route) | 100e                      |
| 214                       | Dmitriy Gruzdev (KAZ)          | 101e                      |
| 215                       | Davide Martinelli (ITA)        | AB                        |
| 216                       | Antonio Nibali (ITA)           | AB                        |
| 217                       | Aleksandr Riabushenko (BLR)    | AB                        |

| B&B Hotels-KTM BBK | B&B Hotels-KTM BBK     | B&B Hotels-KTM BBK |
| ------------------ | ---------------------- | ------------------ |
| Num                | Coureur                | Pos                |
| 221                | Cyril Lemoine (FRA)    | 66e                |
| 222                | Pierre Barbier (FRA)   | 91e                |
| 223                | Alexis Gougeard (FRA)  | AB                 |
| 224                | Quentin Jauregui (FRA) | AB                 |
| 225                | Jérémy Lecroq (FRA)    | HD                 |
| 226                | Julien Morice (FRA)    | 53e                |
| 227                | Luca Mozzato (ITA)     | 83e                |

| Bingoal Pauwels Sauces WB BWB | Bingoal Pauwels Sauces WB BWB | Bingoal Pauwels Sauces WB BWB |
| ----------------------------- | ----------------------------- | ----------------------------- |
| Num                           | Coureur                       | Pos                           |
| 231                           | Arjen Livyns (BEL)            | 89e                           |
| 232                           | Stanisław Aniołkowski (POL)   | 46e                           |
| 233                           | Timothy Dupont (BEL)          | HD                            |
| 234                           | Karl Patrick Lauk (EST)       | 79e                           |
| 235                           | Milan Menten (BEL)            | 92e                           |
| 236                           | Ludovic Robeet (BEL)          | 32e                           |
| 237                           | Bas Tietema (NED)             | HD                            |

| Sport Vlaanderen-Baloise SVB | Sport Vlaanderen-Baloise SVB | Sport Vlaanderen-Baloise SVB |
| ---------------------------- | ---------------------------- | ---------------------------- |
| Num                          | Coureur                      | Pos                          |
| 241                          | Arne Marit (BEL)             | AB                           |
| 242                          | Vito Braet (BEL)             | AB                           |
| 243                          | Sander De Pestel (BEL)       | 88e                          |
| 244                          | Jens Reynders (BEL)          | 64e                          |
| 245                          | Ward Vanhoof (BEL)           | 33e                          |
| 246                          | Aaron Van Poucke (BEL)       | AB                           |
| 247                          | Kenneth Van Rooy (BEL)       | AB                           |

| Lotto-Soudal LTS | Lotto-Soudal LTS         | Lotto-Soudal LTS |
| ---------------- | ------------------------ | ---------------- |
| Num              | Coureur                  | Pos              |
| 1                | Philippe Gilbert (BEL)   | 30e              |
| 2                | Florian Vermeersch (BEL) | AB               |
| 3                | Cédric Beullens (BEL)    | 59e              |
| 4                | Victor Campenaerts (BEL) | HD               |
| 5                | Sébastien Grignard (BEL) | AB               |
| 6                | Roger Kluge (GER)        | 60e              |
| 7                | Brent Van Moer (BEL)     | 61e              |

| Alpecin-Fenix AFC | Alpecin-Fenix AFC              | Alpecin-Fenix AFC |
| ----------------- | ------------------------------ | ----------------- |
| Num               | Coureur                        | Pos               |
| 11                | Mathieu van der Poel (NED)     | 9e                |
| 12                | Silvan Dillier (SUI)           | 63e               |
| 13                | Senne Leysen (BEL)             | 68e               |
| 14                | Tim Merlier (BEL)              | 40e               |
| 15                | Guillaume Van Keirsbulck (BEL) | 26e               |
| 16                | Gianni Vermeersch (BEL)        | 58e               |
| 17                | Julien Vermote (BEL)           | AB                |

| Jumbo-Visma TJV | Jumbo-Visma TJV             | Jumbo-Visma TJV |
| --------------- | --------------------------- | --------------- |
| Num             | Coureur                     | Pos             |
| 21              | Wout van Aert (BEL) (route) | 2e              |
| 22              | Edoardo Affini (ITA)        | 82e             |
| 23              | Christophe Laporte (FRA)    | AB              |
| 24              | Timo Roosen (NED)           | 103e            |
| 25              | Mike Teunissen (NED)        | 20e             |
| 26              | Mick van Dijke (NED)        | 104e            |
| 27              | Nathan Van Hooydonck (BEL)  | 37e             |

| Groupama-FDJ GFC | Groupama-FDJ GFC       | Groupama-FDJ GFC |
| ---------------- | ---------------------- | ---------------- |
| Num              | Coureur                | Pos              |
| 31               | Stefan Küng (SUI)      | 3e               |
| 32               | Lewis Askey (GBR)      | 42e              |
| 33               | Clément Davy (FRA)     | AB               |
| 34               | Olivier Le Gac (FRA)   | 28e              |
| 35               | Fabian Lienhard (SUI)  | HD               |
| 36               | Valentin Madouas (FRA) | 34e              |
| 37               | Bram Welten (NED)      | 73e              |

| Ineos Grenadiers IGD | Ineos Grenadiers IGD     | Ineos Grenadiers IGD |
| -------------------- | ------------------------ | -------------------- |
| Num                  | Coureur                  | Pos                  |
| 41                   | Filippo Ganna (ITA)      | 35e                  |
| 42                   | Michał Kwiatkowski (POL) | 77e                  |
| 43                   | Luke Rowe (GBR)          | 102e                 |
| 44                   | Magnus Sheffield (USA)   | HD                   |
| 45                   | Ben Turner (GBR)         | 11e                  |
| 46                   | Dylan van Baarle (NED)   | 1er                  |
| 47                   | Cameron Wurf (AUS)       | 94e                  |

| Quick-Step Alpha Vinyl QST | Quick-Step Alpha Vinyl QST | Quick-Step Alpha Vinyl QST |
| -------------------------- | -------------------------- | -------------------------- |
| Num                        | Coureur                    | Pos                        |
| 51                         | Kasper Asgreen (DEN)       | 44e                        |
| 52                         | Davide Ballerini (ITA)     | 41e                        |
| 53                         | Tim Declercq (BEL)         | AB                         |
| 54                         | Yves Lampaert (BEL)        | 10e                        |
| 55                         | Florian Sénéchal (FRA)     | 13e                        |
| 56                         | Jannik Steimle (GER)       | 57e                        |
| 57                         | Zdeněk Štybar (CZE)        | 45e                        |

| Bahrain Victorious TBV | Bahrain Victorious TBV      | Bahrain Victorious TBV |
| ---------------------- | --------------------------- | ---------------------- |
| Num                    | Coureur                     | Pos                    |
| 61                     | Matej Mohorič (SLO) (route) | 5e                     |
| 62                     | Yukiya Arashiro (JPN)       | AB                     |
| 63                     | Feng Chun-kai (TPE)         | NP                     |
| 64                     | Johan Price-Pejtersen (DEN) | AB                     |
| 65                     | Jasha Sütterlin (GER)       | 76e                    |
| 66                     | Dylan Teuns (BEL)           | AB                     |
| 67                     | Fred Wright (GBR)           | 99e                    |

| Trek-Segafredo TFS | Trek-Segafredo TFS         | Trek-Segafredo TFS |
| ------------------ | -------------------------- | ------------------ |
| Num                | Coureur                    | Pos                |
| 71                 | Mads Pedersen (DEN)        | AB                 |
| 72                 | Daan Hoole (NED)           | AB                 |
| 73                 | Alex Kirsch (LUX)          | AB                 |
| 74                 | Toms Skujiņš (LAT) (route) | AB                 |
| 75                 | Jasper Stuyven (BEL)       | 7e                 |
| 76                 | Edward Theuns (BEL)        | AB                 |
| 77                 | Otto Vergaerde (BEL)       | AB                 |

| AG2R Citroën Team ACT | AG2R Citroën Team ACT   | AG2R Citroën Team ACT |
| --------------------- | ----------------------- | --------------------- |
| Num                   | Coureur                 | Pos                   |
| 81                    | Greg Van Avermaet (BEL) | 17e                   |
| 82                    | Stan Dewulf (BEL)       | AB                    |
| 83                    | Oliver Naesen (BEL)     | 54e                   |
| 85                    | Antoine Raugel (FRA)    | 95e                   |
| 86                    | Michael Schär (SUI)     | AB                    |
| 87                    | Damien Touzé (FRA)      | AB                    |
| 88                    | Gijs Van Hoecke (BEL)   | 98e                   |

| Bora-Hansgrohe BOH | Bora-Hansgrohe BOH  | Bora-Hansgrohe BOH |
| ------------------ | ------------------- | ------------------ |
| Num                | Coureur             | Pos                |
| 91                 | Nils Politt (GER)   | 22e                |
| 92                 | Marco Haller (AUT)  | AB                 |
| 93                 | Jonas Koch (GER)    | 85e                |
| 94                 | Martin Laas (EST)   | AB                 |
| 95                 | Jordi Meeus (BEL)   | 14e                |
| 96                 | Ide Schelling (NED) | AB                 |

| TotalEnergies TEN | TotalEnergies TEN          | TotalEnergies TEN |
| ----------------- | -------------------------- | ----------------- |
| Num               | Coureur                    | Pos               |
| 101               | Niki Terpstra (NED)        | 50e               |
| 102               | Edvald Boasson Hagen (NOR) | 38e               |
| 103               | Maciej Bodnar (POL)        | 87e               |
| 104               | Daniel Oss (ITA)           | 72e               |
| 105               | Geoffrey Soupe (FRA)       | HD                |
| 106               | Anthony Turgis (FRA)       | AB                |
| 107               | Dries Van Gestel (BEL)     | 24e               |

| Team DSM DSM | Team DSM DSM            | Team DSM DSM |
| ------------ | ----------------------- | ------------ |
| Num          | Coureur                 | Pos          |
| 111          | John Degenkolb (GER)    | 18e          |
| 112          | Nikias Arndt (GER)      | 51e          |
| 113          | Nico Denz (GER)         | HD           |
| 114          | Marius Mayrhofer (GER)  | AB           |
| 115          | Joris Nieuwenhuis (NED) | 39e          |
| 116          | Casper Pedersen (DEN)   | 84e          |

| Intermarché-Wanty-Gobert Matériaux IWG | Intermarché-Wanty-Gobert Matériaux IWG | Intermarché-Wanty-Gobert Matériaux IWG |
| -------------------------------------- | -------------------------------------- | -------------------------------------- |
| Num                                    | Coureur                                | Pos                                    |
| 121                                    | Alexander Kristoff (NOR)               | 12e                                    |
| 122                                    | Tom Devriendt (BEL)                    | 4e                                     |
| 123                                    | Andrea Pasqualon (ITA)                 | 19e                                    |
| 124                                    | Adrien Petit (FRA)                     | 6e                                     |
| 125                                    | Baptiste Planckaert (BEL)              | 23e                                    |
| 126                                    | Taco van der Hoorn (NED)               | 16e                                    |
| 127                                    | Kévin Van Melsen (BEL)                 | 56e                                    |

| Arkéa-Samsic ARK | Arkéa-Samsic ARK        | Arkéa-Samsic ARK |
| ---------------- | ----------------------- | ---------------- |
| Num              | Coureur                 | Pos              |
| 131              | Amaury Capiot (BEL)     | AB               |
| 132              | Benjamin Declercq (BEL) | 80e              |
| 133              | Matîs Louvel (FRA)      | 15e              |
| 134              | Christophe Noppe (BEL)  | HD               |
| 135              | Laurent Pichon (FRA)    | 8e               |
| 136              | Clément Russo (FRA)     | AB               |
| 137              | Connor Swift (GBR)      | 31e              |

| Israel-Premier Tech IPT | Israel-Premier Tech IPT        | Israel-Premier Tech IPT |
| ----------------------- | ------------------------------ | ----------------------- |
| Num                     | Coureur                        | Pos                     |
| 141                     | Guillaume Boivin (CAN) (route) | 62e                     |
| 142                     | Rudy Barbier (FRA)             | 90e                     |
| 143                     | Jenthe Biermans (BEL)          | 36e                     |
| 144                     | Reto Hollenstein (SUI)         | 81e                     |
| 145                     | Taj Jones (AUS)                | AB                      |
| 146                     | Mads Würtz Schmidt (DEN)       | AB                      |

| BikeExchange-Jayco BEX | BikeExchange-Jayco BEX | BikeExchange-Jayco BEX |
| ---------------------- | ---------------------- | ---------------------- |
| Num                    | Coureur                | Pos                    |
| 151                    | Luke Durbridge (AUS)   | 47e                    |
| 152                    | Alexandre Balmer (SUI) | 105e                   |
| 153                    | Jack Bauer (NZL)       | 86e                    |
| 154                    | Jan Maas (NED)         | HD                     |
| 155                    | Luka Mezgec (SLO)      | AB                     |

| Cofidis COF | Cofidis COF              | Cofidis COF |
| ----------- | ------------------------ | ----------- |
| Num         | Coureur                  | Pos         |
| 161         | Piet Allegaert (BEL)     | 75e         |
| 162         | Davide Cimolai (ITA)     | AB          |
| 163         | Alexandre Delettre (FRA) | 70e         |
| 164         | Eddy Finé (FRA)          | 67e         |
| 165         | Alexis Renard (FRA)      | 65e         |
| 166         | Szymon Sajnok (POL)      | 107e        |
| 167         | Kenneth Vanbilsen (BEL)  | AB          |

| EF Education-EasyPost EFE | EF Education-EasyPost EFE | EF Education-EasyPost EFE |
| ------------------------- | ------------------------- | ------------------------- |
| Num                       | Coureur                   | Pos                       |
| 171                       | Sebastian Langeveld (NED) | 49e                       |
| 172                       | Stefan Bissegger (SUI)    | 21e                       |
| 173                       | Owain Doull (GBR)         | 52e                       |
| 174                       | Jens Keukeleire (BEL)     | 78e                       |
| 175                       | Jonas Rutsch (GER)        | 74e                       |
| 176                       | Thomas Scully (NZL)       | AB                        |
| 177                       | Łukasz Wiśniowski (POL)   | 96e                       |

| UAE Team Emirates UAD | UAE Team Emirates UAD      | UAE Team Emirates UAD |
| --------------------- | -------------------------- | --------------------- |
| Num                   | Coureur                    | Pos                   |
| 181                   | Matteo Trentin (ITA)       | 43e                   |
| 182                   | Pascal Ackermann (GER)     | AB                    |
| 183                   | Alexys Brunel (FRA)        | HD                    |
| 184                   | Felix Groß (GER)           | AB                    |
| 185                   | Vegard Stake Laengen (NOR) | 71e                   |
| 186                   | Sebastián Molano (COL)     | 106e                  |
| 187                   | Oliviero Troia (ITA)       | AB                    |

| Uno-X Pro Cycling Team UXT | Uno-X Pro Cycling Team UXT  | Uno-X Pro Cycling Team UXT |
| -------------------------- | --------------------------- | -------------------------- |
| Num                        | Coureur                     | Pos                        |
| 191                        | Kristoffer Halvorsen (NOR)  | HD                         |
| 192                        | Lasse Norman Leth (DEN)     | 93e                        |
| 193                        | William Blume Levy (DEN)    | AB                         |
| 194                        | Erik Nordsæter Resell (NOR) | 69e                        |
| 195                        | Anders Skaarseth (NOR)      | 27e                        |
| 196                        | Rasmus Tiller (NOR)         | AB                         |
| 197                        | Søren Wærenskjold (NOR)     | AB                         |

| Movistar Team MOV | Movistar Team MOV         | Movistar Team MOV |
| ----------------- | ------------------------- | ----------------- |
| Num               | Coureur                   | Pos               |
| 201               | Iván García Cortina (ESP) | 25e               |
| 202               | Imanol Erviti (ESP)       | AB                |
| 203               | Johan Jacobs (SUI)        | AB                |
| 204               | Mathias Norsgaard (DEN)   | 29e               |
| 205               | Max Kanter (GER)          | 48e               |
| 206               | Oier Lazkano (ESP)        | 55e               |
| 207               | Albert Torres (ESP)       | AB                |

| Astana Qazaqstan Team AST | Astana Qazaqstan Team AST      | Astana Qazaqstan Team AST |
| ------------------------- | ------------------------------ | ------------------------- |
| Num                       | Coureur                        | Pos                       |
| 211                       | Leonardo Basso (ITA)           | AB                        |
| 212                       | Manuele Boaro (ITA)            | 97e                       |
| 213                       | Yevgeniy Fedorov (KAZ) (route) | 100e                      |
| 214                       | Dmitriy Gruzdev (KAZ)          | 101e                      |
| 215                       | Davide Martinelli (ITA)        | AB                        |
| 216                       | Antonio Nibali (ITA)           | AB                        |
| 217                       | Aleksandr Riabushenko (BLR)    | AB                        |

| B&B Hotels-KTM BBK | B&B Hotels-KTM BBK     | B&B Hotels-KTM BBK |
| ------------------ | ---------------------- | ------------------ |
| Num                | Coureur                | Pos                |
| 221                | Cyril Lemoine (FRA)    | 66e                |
| 222                | Pierre Barbier (FRA)   | 91e                |
| 223                | Alexis Gougeard (FRA)  | AB                 |
| 224                | Quentin Jauregui (FRA) | AB                 |
| 225                | Jérémy Lecroq (FRA)    | HD                 |
| 226                | Julien Morice (FRA)    | 53e                |
| 227                | Luca Mozzato (ITA)     | 83e                |

| Bingoal Pauwels Sauces WB BWB | Bingoal Pauwels Sauces WB BWB | Bingoal Pauwels Sauces WB BWB |
| ----------------------------- | ----------------------------- | ----------------------------- |
| Num                           | Coureur                       | Pos                           |
| 231                           | Arjen Livyns (BEL)            | 89e                           |
| 232                           | Stanisław Aniołkowski (POL)   | 46e                           |
| 233                           | Timothy Dupont (BEL)          | HD                            |
| 234                           | Karl Patrick Lauk (EST)       | 79e                           |
| 235                           | Milan Menten (BEL)            | 92e                           |
| 236                           | Ludovic Robeet (BEL)          | 32e                           |
| 237                           | Bas Tietema (NED)             | HD                            |

| Sport Vlaanderen-Baloise SVB | Sport Vlaanderen-Baloise SVB | Sport Vlaanderen-Baloise SVB |
| ---------------------------- | ---------------------------- | ---------------------------- |
| Num                          | Coureur                      | Pos                          |
| 241                          | Arne Marit (BEL)             | AB                           |
| 242                          | Vito Braet (BEL)             | AB                           |
| 243                          | Sander De Pestel (BEL)       | 88e                          |
| 244                          | Jens Reynders (BEL)          | 64e                          |
| 245                          | Ward Vanhoof (BEL)           | 33e                          |
| 246                          | Aaron Van Poucke (BEL)       | AB                           |
| 247                          | Kenneth Van Rooy (BEL)       | AB                           |